# Швецов, Иван Иванович (младший лейтенант)
Иван Иванович Швецов (3.3.1919 — 22.9.1943) — командир пулеметного взвода 52-го гвардейского кавалерийского полка, гвардии младший лейтенант. Герой Советского Союза.

## Биография
Родился 3 марта 1919 года в деревне Ясюниха ныне Ивановского района Ивановской области в семье крестьянина. Русский. Окончил 7 классов. Работал на Ивановском меланжевом комбинате. В Красной Армии с 1939 года.
На фронте в Великую Отечественную войну с июня 1941 года. Воевал в кавалерии, почти весь боевой путь прошел в составе 14-й гвардейской кавалерийской дивизии. Отличился в боях за освобождение Украины.
20 сентября 1943 года две тачанки под командованием младшего лейтенанта Швецова в составе передового отряда переправились через реку Снов у села Макошино. Отряд ворвался на околицу села, захватил и удерживал рубеж, обеспечивая форсирование реки полком. 22 сентября 1943 года при отражении очередной контратаки противника Швецов погиб под гусеницами вражеской самоходки. За последний бой был награждён посмертно орденом Отечественной войны 1-й степени.
Указом Президиума Верховного Совета СССР «О присвоении звания Героя Советского Союза генералам, офицерскому, сержантскому и рядовому составу Красной Армии» от 15 января 1944 года за «образцовое выполнение боевых заданий командования на фронте борьбы с немецкими захватчиками и проявленными при этом отвагу и геройство» младшему лейтенанту Швецову Ивану Ивановичу посмертно присвоено звание Героя Советского Союза.
Похоронен в братской могиле на месте гибели в селе Макошино Черниговской области на Украине.
Награждён орденами Ленина, Отечественной войны 1-й степени, Красной Звезды, медалью «За отвагу».
Память
На могиле установлен памятник. Его имя носила Макошинская средняя школа. На родине в деревне Ясюниха и в Кохме на зданиях школ установлены мемориальные доски. Имя Героя увековечено на памятнике в селе Богданиха, Ивановской области, на памятнике работникам меланжевого комбината, на памятнике землякам в Кохме и мемориале героев-ивановцев в Иваново.
В 2015 году в деревне Ясюниха был установлен памятник жителям деревне, погибшим в годы ВОВ с фотографией Ивана Швецова.
В микрорайоне Просторный (город Кохма) его именем названа одна из улиц.